# Arondismentul Saint-Lô
Arondismentul Saint-Lô (în franceză Arrondissement de Saint-Lô) este un arondisment din departamentul Manche, regiunea Basse-Normandie, Franța.

## Subdiviziuni

### Cantoane
- Cantonul Canisy
- Cantonul Carentan
- Cantonul Marigny
- Cantonul Percy
- Cantonul Saint-Clair-sur-l'Elle
- Cantonul Saint-Jean-de-Daye
- Cantonul Saint-Lô-Est
- Cantonul Tessy-sur-Vire
- Cantonul Torigni-sur-Vire
- Cantonul Villedieu-les-Poêles
- Cantonul Saint-Lô-Ouest

### Comune
| 1. Agneaux (50002)                      | 2. Airel (50004)                   | 3. Amigny (50006)                     | 4. Auvers (50023)                    |
| 5. Auxais (50024)                       | 6. La Barre-de-Semilly (50032)     | 7. Baudre (50034)                     | 8. Beaucoudray (50039)               |
| 9. Beslon (50048)                       | 10. Beuvrigny (50050)              | 11. Biéville (50054)                  | 12. La Bloutière (50060)             |
| 13. Bourguenolles (50069)               | 14. Brectouville (50075)           | 15. Brévands (50080)                  | 16. Bérigny (50046)                  |
| 17. Canisy (50095)                      | 18. Carantilly (50098)             | 19. Carentan (50099)                  | 20. Catz (50107)                     |
| 21. Cavigny (50106)                     | 22. Cerisy-la-Forêt (50110)        | 23. Champrepus (50118)                | 24. Les Champs-de-Losque (50119)     |
| 25. La Chapelle-en-Juger (50123)        | 26. Le Chefresne (50128)           | 27. Chevry (50134)                    | 28. Chérencé-le-Héron (50130)        |
| 29. La Colombe (50137)                  | 30. Condé-sur-Vire (50139)         | 31. Couvains (50148)                  | 32. Dangy (50159)                    |
| 33. Domjean (50164)                     | 34. Le Dézert (50161)              | 35. Fervaches (50180)                 | 36. Fleury (50185)                   |
| 37. Fourneaux (50192)                   | 38. Giéville (50202)               | 39. Gourfaleur (50213)                | 40. Gouvets (50214)                  |
| 41. Graignes (50216)                    | 42. Guilberville (50224)           | 43. Le Guislain (50225)               | 44. La Haye-Bellefond (50234)        |
| 45. Le Hommet-d'Arthenay (50248)        | 46. Hébécrevon (50239)             | 47. Lamberville (50261)               | 48. La Lande-d'Airou (50262)         |
| 49. Lozon (50280)                       | 50. La Luzerne (50283)             | 51. La Mancellière-sur-Vire (50287)   | 52. Margueray (50291)                |
| 53. Marigny (50292)                     | 54. Maupertuis (50295)             | 55. La Meauffe (50297)                | 56. Le Mesnil-Amey (50302)           |
| 57. Le Mesnil-Angot (50303)             | 58. Le Mesnil-Eury (50310)         | 59. Le Mesnil-Herman (50313)          | 60. Le Mesnil-Opac (50316)           |
| 61. Le Mesnil-Raoult (50319)            | 62. Le Mesnil-Rouxelin (50321)     | 63. Le Mesnil-Vigot (50325)           | 64. Le Mesnil-Véneron (50324)        |
| 65. Montabot (50334)                    | 66. Montbray (50338)               | 67. Montmartin-en-Graignes (50348)    | 68. Montrabot (50351)                |
| 69. Montreuil-sur-Lozon (50352)         | 70. Moon-sur-Elle (50356)          | 71. Morigny (50357)                   | 72. Moyon (50363)                    |
| 73. Méautis (50298)                     | 74. Notre-Dame-d'Elle (50380)      | 75. Percy (50393)                     | 76. Le Perron (50398)                |
| 77. Placy-Montaigu (50404)              | 78. Pont-Hébert (50409)            | 79. Précorbin (50414)                 | 80. Quibou (50420)                   |
| 81. Raids (50422)                       | 82. Rampan (50423)                 | 83. Remilly-sur-Lozon (50431)         | 84. Rouffigny (50440)                |
| 85. Rouxeville (50441)                  | 86. Saint-Amand (50444)            | 87. Saint-André-de-Bohon (50445)      | 88. Saint-André-de-l'Épine (50446)   |
| 89. Saint-Clair-sur-l'Elle (50455)      | 90. Saint-Côme-du-Mont (50458)     | 91. Saint-Fromond (50468)             | 92. Saint-Georges-Montcocq (50475)   |
| 93. Saint-Georges-d'Elle (50473)        | 94. Saint-Georges-de-Bohon (50470) | 95. Saint-Germain-d'Elle (50476)      | 96. Saint-Gilles (50483)             |
| 97. Saint-Hilaire-Petitville (50485)    | 98. Saint-Jean-de-Daye (50488)     | 99. Saint-Jean-de-Savigny (50491)     | 100. Saint-Jean-des-Baisants (50492) |
| 101. Saint-Louet-sur-Vire (50504)       | 102. Saint-Lô (50502)              | 103. Saint-Martin-de-Bonfossé (50512) | 104. Saint-Pellerin (50534)          |
| 105. Saint-Pierre-de-Semilly (50538)    | 106. Saint-Romphaire (50545)       | 107. Saint-Samson-de-Bonfossé (50546) | 108. Saint-Vigor-des-Monts (50563)   |
| 109. Saint-Ébremond-de-Bonfossé (50465) | 110. Sainte-Cécile (50453)         | 111. Sainte-Suzanne-sur-Vire (50556)  | 112. Sainteny (50564)                |
| 113. Soulles (50581)                    | 114. Tessy-sur-Vire (50592)        | 115. Torigni-sur-Vire (50601)         | 116. Tribehou (50606)                |
| 117. La Trinité (50607)                 | 118. Troisgots (50608)             | 119. Les Veys (50631)                 | 120. Vidouville (50635)              |
| 121. Villebaudon (50637)                | 122. Villedieu-les-Poêles (50639)  | 123. Villiers-Fossard (50641)         |                                      |